# ファンダンゴ (映画)
『ファンダンゴ』（Fandango）は、1985年のアメリカ映画。スティーヴン・スピルバーグ主宰の映画工房アンブリン・エンターテインメントが初めて製作した映画。「ファンダンゴ」とはメキシコの音楽の一種で、転じて「馬鹿騒ぎ」をさす。

## あらすじ
ベトナム戦争末期、テキサス州のとある大学寮。卒業記念パーティの最中にワグナーが「デビーとは結婚しない」といいだす。召集令状が来たことが原因だが、それを聞いたガードナーが「自分も召集されている。最後の馬鹿騒ぎ（ファンダンゴ）をやろう」といいだしてフィル、ドーマン、レスターを強引に連れ出す。
フィルのキャデラックで一路、メキシコとの国境を目指した5人だが、ガス欠・車の故障・疲労等が原因で、とうとう大喧嘩になる。ワグナーに「意気地無し」と罵られたフィルは、そうでないことを証明するため、スカイダイビングに挑戦することになってしまう。
荒野の真ん中で、トルーマンのもとスカイダイビングに挑戦することになったフィルだが、鶏の巣になっていてドアも付いていないおんぼろセスナで飛ぶと知り、恐怖に硬直したまま連れてゆかれる。格納庫前で見物としゃれ込むガードナー達だが、フィルの装着したパラシュートボックスに入っているのが、パラシュートではなく洗濯物だということを知って愕然とする。
何とか中止させようと奔走するガードナー達だが、そのかいもなくフィルは空中に飛び出してしまう。パラシュートを開傘するが、飛び出したのは洗濯物。あわや墜落死かと思われたがトルーマンの冷静な指示により、無事に予備パラシュートを開き、着地に成功した。
和解した5人は再びメキシコ国境を目指す。グルーバーズ結成を記念してリオグランデ川のほとりに埋めた「ドム（ドン・ペリニョン）」を掘り出すためだ。無事ドムに再会した5人は、各々の思いとともにそれを飲んだ。
さらにガードナーは、ワグナーとデビーの結婚式をやろうと提案する。無一文の彼らだが、ガードナーの舌先三寸と人のよい町の住人のおかげで、ウェディング・セレモニーの準備は順調に進んでゆく。一方セスナでデビーを迎えにいったトルーマンは、航空法を無視した飛行のせいで警察のヘリコプターとドッグファイトを繰り広げるが、何とか無事にエスコート役を果たす。
仲間と人々の善意に支えられたセレモニーは無事に終わり、ワグナーとデビーはフィルのキャデラックで新婚旅行に旅立つ。フィル、ドーマン、レスターもそれぞれバラバラにその場を去った。そのときガードナーは小高い丘の上で、ひとり酒を片手にたたずんでいた。

## 主な登場人物
ガードナー
演 - ケビン・コスナー
テキサスのとある大学の寮生5人組「グルーバーズ（いかしたやつら）」のリーダー格でプレイボーイ。成績不振のため徴兵猶予を取り消され、軍に召集されるはめになった。デビーとはかつて恋仲で、いまでも未練がある様子。
フィル
演 - ジャド・ネルソン
グルーバーズの一員。成績は優秀で無事大学を卒業し、軍に中尉として入隊する予定。
ワグナー
演 - サム・ロバーズ
グルーバーズの一員で、デビーとの結婚を控えていた。ガードナー同様、成績不振のため徴兵される。
ドーマン
演 - チャック・ブッシュ
グルーバーズの一員。寡黙な巨漢で、卒業後は牧師になる予定。ワグナーとデビーの結婚式では司祭を務めた。
レスター
演 - ブライアン・チェザック
グルーバーズ。会計学科を首席で卒業し、会計事務所に就職する予定。作品中では最初からずっと酔っ払って眠っており、結婚式直前でやっと目を覚ました。
デビー
演 - スージー・エイミス
グルーバーズと同じ大学の学生で、ワグナーの婚約者。
トルーマン・スパークス
演 - マーヴィン・J・マクインタイア
砂漠の真ん中で、スカイダイビング・スクールを開校している。少々変わり者だが根は優しく、結婚式の実現に一役買ってくれる。パイロットとしての腕前はなかなかな様子。

## 音楽
オープニング・タイトル
「Saturday Night's Alright (For Fighting)」:エルトン・ジョン
エンディング・テーマ
「Can't Find My Way Home」:ブラインド・フェイス
他に、映画冒頭で掛かるのは「Badge」:クリーム、トルーマンがデビーを迎えに行くときに掛かるのが「ワイルドでいこう!」：ステッペンウルフ。バッジの歌詞は映画でこれから起こることの暗喩。

## 備考
- 製作発表の段階では製作総指揮としてスピルバーグの名があったが、劇場公開時にはクレジットされていなかった。フィルモグラフィーにも入っていない。
- 作品のテーマは、徴兵・結婚・仕事など大学卒業後に直面しなければならない問題と、それにともなって必然的に訪れる「青春の終わり」から、ひとときの開放と逃避を望むというもので、無名だったケビン・コスナーが演じている。